# Hellmut Sichtermann
Hellmut Sichtermann (* 21. November 1915 in Bartschin; † 2. Januar 2002 in Freiburg im Breisgau) war ein deutscher Klassischer Archäologe.
Hellmut Sichtermann kam als zweiter Sohn des Pfarrers Franz Sichtermann und dessen Frau zur Welt. Seit 1924 wuchs er in Bromberg auf, wo er auch die deutsche Schule besuchte. Er begann zunächst ein Studium der Evangelischen Theologie an der Universität Posen, siedelte mit seiner Familie, nachdem sein Vater früh verstorben war, 1938 nach Berlin über. Dort studierte er an der Berliner Universität Klassische Archäologie, Kunstgeschichte und Philosophie. Wichtigster akademischer Lehrer war zunächst bis Kriegsende Gerhart Rodenwaldt. Das Studium wurde durch den Zweiten Weltkrieg unterbrochen. 1949 konnte er mit einer Arbeit zum Thema Ganymed in der antiken Kunst bei Carl Weickert promovieren. Schon seit April begann er seine Tätigkeit für das Deutsche Archäologische Institut (DAI), für das er sein gesamtes berufliches Leben wirken sollte. Zunächst arbeitete er an der Zentrale in Berlin, 1953/1954 für 14 Monate in Abteilung Madrid, danach für kurze Zeit erneut in Berlin und ab April 1955 für 25 Jahre bis zu seiner Pensionierung 1980 in Rom. Dort leitete er unter den Direktoren Guido Kaschnitz von Weinberg, Reinhard Herbig und Theodor Kraus die Fotothek des Instituts. In vielen Fotokampagnen bereiste er in den 1950er und 1960er Jahren nahezu ganz Italien. 1971 wurde er zudem Honorarprofessor an der Albert-Ludwigs-Universität Freiburg, lehrte jedoch nicht. Freiburg wurde seit 1999 auch Sichtermanns letzter Wohnort.
Sichtermann widmete sich neben seiner Arbeit in der Fotothek der Abteilung Rom des DAI der antiken Plastik, insbesondere der griechischen Plastik, der Reliefkunst und der Idealplastik, der Vasenmalerei sowie römischen Sarkophagen. Daneben beschäftigte er sich auch mit philologisch-kulturhistorischen Studien, so zu Johann Joachim Winckelmann, Johann Wolfgang Goethe, Gotthold Ephraim Lessing, Rainer Maria Rilke, Bertel Thorvaldsen, August von Platen und Thomas Mann. Insbesondere mit Winckelmann setzte er sich intensiv auseinander. Sichtermann gilt als einer der weitgereisten Archäologen der Welt. Zu Studien aber auch zu Vorträgen bereiste er weite Teile der Welt. Der als feingeistig und facettenreich geltende Sichtermann hatte einen großen Freundes- und Bekanntenkreis, zu dem unter anderem die Archäologen Christoph Clairmont, Friedrich Rakob, Peter Heinrich von Blanckenhagen und Tobias Dohrn, unter den Kunsthistorikern Jørgen Birkedal Hartmann, unter den Schriftstellern Stefan Andres, Ingeborg Bachmann, Hans von Hülsen, Marie Luise Kaschnitz und Luise  Rinser und auch Karl Kerényi gehörten. Aus seiner Liebe zur Stadt Neapel resultierte eine Gemäldesammlung mit Bildern der Stadt. 1989 wurde Sichtermann mit der Winckelmann-Medaille der Stadt Stendal ausgezeichnet. Er war ordentliches Mitglied des DAI.

## Schriften (Auswahl)
- Ganymed. Mythos und Gestalt in der antiken Kunst. Mann, Berlin 1953.
- Die griechische Vase. Gestalt, Sinn und Kunstwerk. Hessling, Berlin 1963.
- Griechische Vasen in Unteritalien. Aus der Sammlung Jatta in Ruvo (= Bilderhefte des Deutschen Archäologischen Instituts Rom. Heft 3/4). Wasmuth, Tübingen 1966.
- Späte Endymion-Sarkophage. Methodisches zur Interpretation (= Deutsche Beiträge zur Altertumswissenschaft. Band 19). Grimm, Baden-Baden 1966.
- mit Guntram Koch: Griechische Mythen auf römischen Sarkophagen (= Bilderhefte des Archäologischen Instituts Rom. Heft 5 und 6). Wasmuth, Tübingen 1975, ISBN 3-8030-1453-0.
- Funde in Spanien (= Sternstunden der Archäologie. Band 10). Musterschmidt, Göttingen/Zürich/Frankfurt 1977, ISBN 3-7881-1510-6.
- Vier Briefe August von Platens an Eduard Gerhard (= Das Deutsche Archäologische Institut. Band 4). von Zabern, Mainz 1979, ISBN 3-8053-0397-1.
- mit Guntram Koch: Römische Sarkophage (Handbuch der Archäologie). Beck, München 1982, ISBN 3-406-08709-4.
- Winckelmann im zwanzigsten Jahrhundert (= Akzidenzen. Band 1). Winckelmann-Gesellschaft, Stendal 1991.
- Kulturgeschichte der klassischen Archäologie. Beck, München 1996, ISBN 3-406-40392-1.